# Zopár slov
Zopár slov è una canzone della cantante pop rock slovacca Katarína Knechtová, pubblicata come singolo il 30 maggio 2011 ed estratta come secondo singolo dal suo secondo album Tajomstvá.

## Classifiche
| Classifica (2011) | Posizione massima |
| ----------------- | ----------------- |
| Slovacchia        | 37                |